# قالب‌گیری تزریقی میکرو

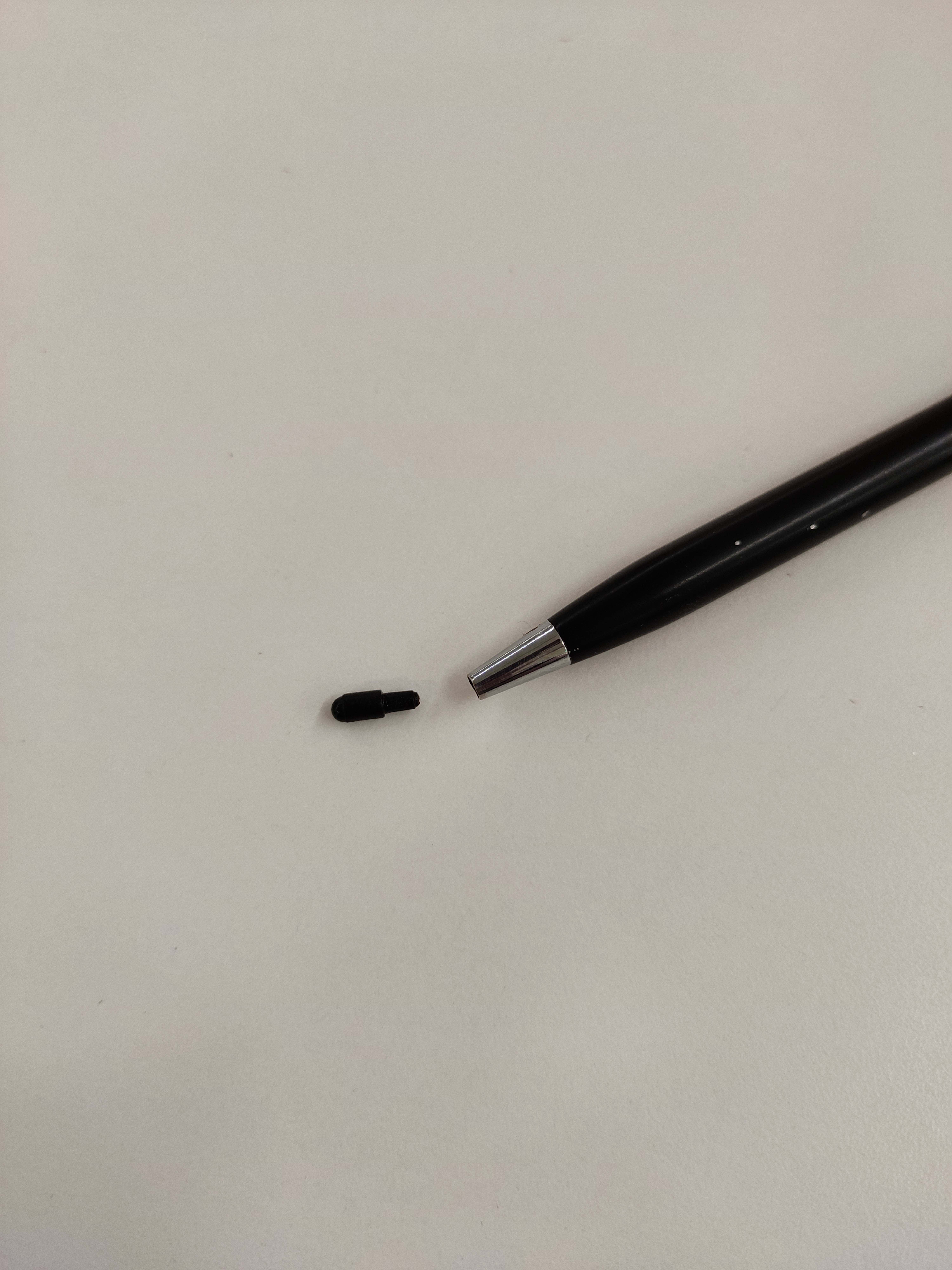
ساخته‌شده به روش قالب‌گیری تزریقی میکرو

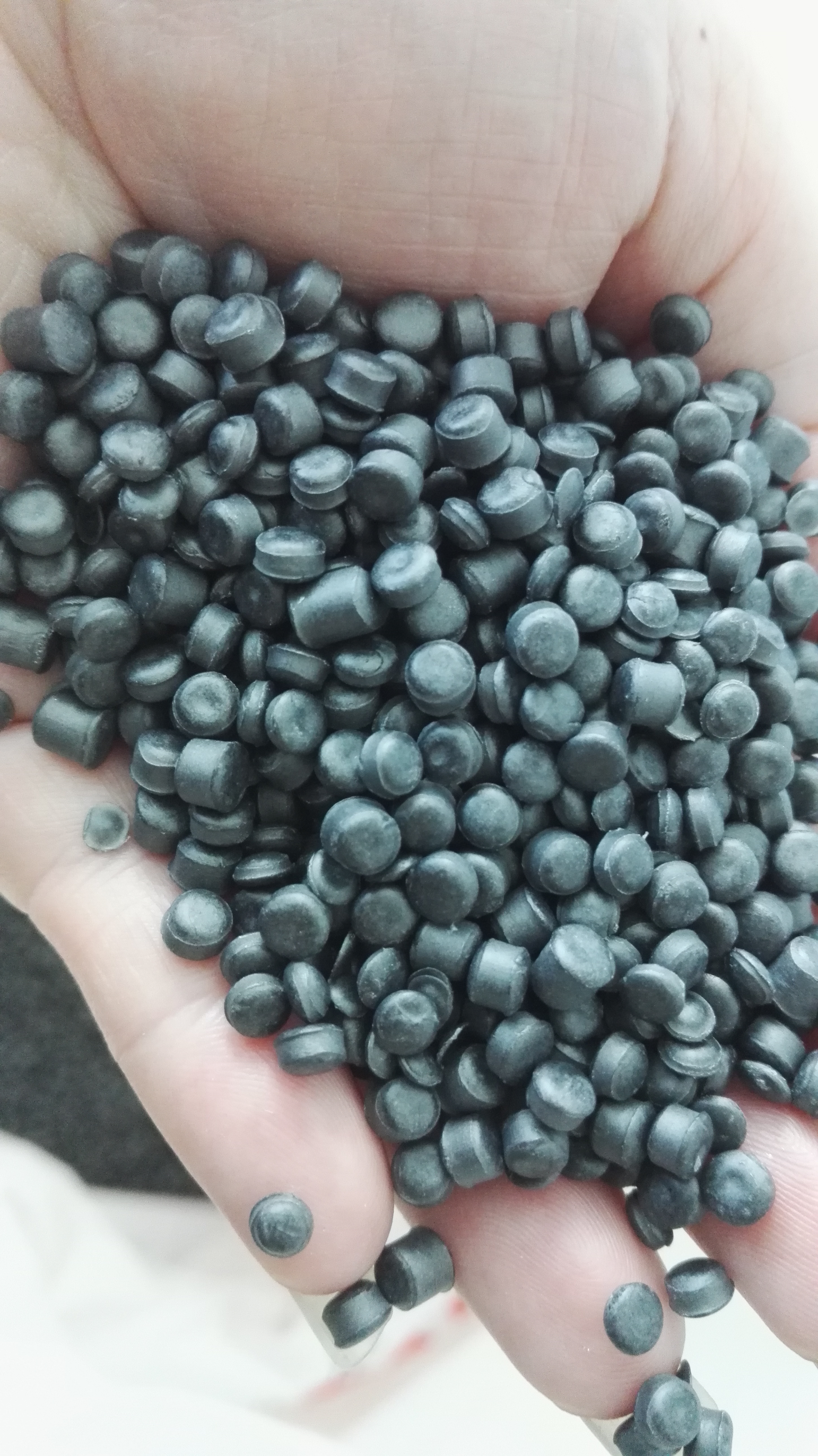
ساخته‌شده به روش قالب‌گیری تزریقی میکرو

قالب‌گیری تزریقی میکرو (به انگلیسی:Micro injection molding) یک فرآیند قالب‌گیری برای تولید اجزای پلاستیکی با جرم شات‌های ۰٫۱ تا ۱ گرم، با تلورانس حدود ۱۰ تا ۱۰۰ میکرون می‌باشد. این فرایند قالب سازی با حداکثر دقت ممکن، ساخت هندسه‌های کوچک و پیچیده را امکان‌پذیر می‌کند. قالب‌گیری تزریقی میکرو، فرآیند انتقال یک ماده ترموپلاستیک به شکل گرانول از یک قیف به یک بشکه گرم است به طوری که گرانول ذوب و نرم شود. سپس ماده در داخل حفره قالب، تحت فشار قرار می‌گیرد و در آن‌جا برای مدت زمان خاصی تحت فشار نگه داشته می‌شود تا جمع شدگی مواد (Shrinkage) را جبران کند. این مواد در شرایطی که دمای قالب زیر دمای انتقال شیشه (Glass transition temperature) پلیمر است، جامد می‌شوند. پس از گذشت زمان کافی، مواد به شکل قالب، منجمد شده و خارج می‌شوند.
قالب‌گیری تزریقی میکرو به عنوان یک فرایند قالب‌گیری تزریقی خاص تعریف می‌شود که نیاز به یک ماشین قالب‌گیری ویژه دارد که قادر به ارائه سرعت تزریق بالا، فشار تزریق بالا، کنترل دقیق ضربات، دمای ذوب یکنواخت و وضوح فوق‌العاده با استفاده از درایوهای سرو الکتریکی و کنترل‌های پیچیده و مخصوص برای قالب‌گیری قطعات کوچک مینیاتوری می‌باشد.
در فرایند قالب‌گیری میکرو ابتدا در بخش ابزارکاری و تولید ماشین‌آلات، قالبی ایجاد می‌گردد که دارای حفره‌ای به شکل قسمت مورد نظر است. سپس ترموپلاستیک یا رزین به سرعت به داخل حفره تزریق شده و باعث ایجاد قطعه با سرعت زیاد می‌شود.

## تزریق پلاستیک چیست؟
متداولترین راه تبدیل مواد اولیه پلیمری به مصنوعات و محصولات پلاستیک که  ما روزانه از آنها استفاده می کنیم، از یک آبکش یا سبد ساده تا پیچیده ترین آنها نظیر استنت ها در عمل های قلب، “قالب گیری تزریقی” است که به نام متداول تر “تزریق پلاستیک” نیز شناخته می شود.
این فرآیند تبدیل به وسیله ماشین آلات تزریق پلاستیک صورت می پذیرد. Injection Molding Machine یا IMM. حروف اختصاری معرف این روش فرآیندی پلاستیک هستند. تبدیل مواد با استفاده از اکسترود کردن آنها، قالب گیری بادی(دمشی)، IBM و …. از دیگر فرآیندها هستند. اما متداولترین نوع فرآیند تبدیل مواد اولیه پلیمری به مصنوعات پلیمری، قالب گیری تزریقی است.
تزریق پلاستیک یک تکنولوژی ساخت برای تولید انبوه قطعات پلاستیکی یکسان با خطای پایین است. در تزریق پلاستیک ابتدا گرانول های پلیمر ذوب می شوند و سپس تحت فشار به درون یک قالب تزریق می شوند. پلاستیک مایع درون قالب خنک شده و جامد می شود. مواد اولیه تزریق پلاستیک پلیمرهای ترموپلاستیکی هستند که قابلیت رنگ آمیزی و پر شدن توسط افزودنی های دیگر را دارند.
تقریبا همه قطعات پلاستیکی که به طور روزمره از آنها استفاده می کنیم با استفاده از تکنولوژی تزریق پلاستیک ساخته شده اند: از قطعات خودرو و محفظه دستگاه های الکترونیکی گرفته تا لوازم آشپزخانه.
دلیل محبوبیت و استفاده گسترده از تزریق پلاستیک، هزینه بسیار پایین ساخت هر قطعه در تیراژهای بالا است. تزریق پلاستیک تکرار پذیری بالا را در کنار آزادی بالای طراحی ارایه می کند. محدودیت های اصلی تزریق پلاستیک از نوع اقتصادی هستند چون با اینکه تولید با استفاده از تزریق پلاستیک در تیراژ بالا بسیار به صرفه است، اما در مقابل سرمایه اولیه به نسبت بالایی برای شروع پروسه لازم است. از دیگر محدودیت های تزریق پلاستیک زمان نسبتا بالای رسیدن از طرح به تولید قطعه است. (حداقل ۴ هفته)

## طرز کار تزریق پلاستیک
1. ابتدا گرانول های پلیمر خشک شده و در قیف قرار داده می شوند. این گرانول ها در قیف با پودرها و پیگمنت های رنگی و دیگر افزودنی های تقویت کننده ترکیب می شوند.
2. گرانول ها به بشکه تغذیه می شوند. گرانول ها در بشکه حرارت دیده،با یکدیگر ترکیب شده و با یک پیچ چرخان به سمت قالب هدایت می شوند. هندسه پیچ و بشکه به گونه ای بهینه طراحی شده است که به بالا بردن فشار به میزان لازم و ذوب شدن ماده کمک کند.
3. تلمبه به جلو حرکت کرده و پلاستیک ذوب شده از طریق سیستم چرخنده به قالب تزریق می شود و همه فضای خالی قالب را پر می کند. با پایین آمدن دمای ترموپلاستیک، ماده جامد شده و شکل قالب را به خود می گیرد.
4. در نهایت قالب گشوده شده و قطعه جامد توسط پین های افشانک به بیرون هل داده می شود، سپس قالب دوباره بسته شده و پروسه برای تزریق قطعه بعدی تکرار می شود.
تکرار این پروسه می تواند بسیار سریع انجام شود: چرخه تزریق پلاستیک معمولا بسته به اندازه قطعه می تواند از ۳۰ تا ۹۰ ثانیه طول بکشد.
پس از آماده شدن محصول، قطعه روی کانوایر و یا در یک مخزن نگهدارنده رها می شود. معمولا قطعاتی که با تزریق پلاستیک ساخته می شوند به محض ساخت آماده استفاده بوده و نیازی به طی مراحل پولیش ، پرداخت و پست پروسس ندارند.

## مفهوم اساسی
مفهوم اساسی فرایند قالب‌گیری تزریقی میکرو کاملاً مشابه فرایند قالب‌گیری تزریقی معمولی است. در این فرایند، یک واحد تزریق میکرو در دستگاه قالب‌گیری تزریق ادغام شده‌است. وقتی صحبت از تولید اجزای ریز می‌شود، ماشین و فناوری فرآیند عمدتاً به نکات زیر بستگی دارند:
- واحد تزریق میکرو
- مدت زمان کوتاه ماندگاری
- تنش برشی کم بر روی ذوب پلیمر
- آماده‌سازی مواد همگن قبل از قالب‌گیری
- تزریق دقیق و بیرون انداختن قطعه (پران)
- دقت ابعادی عالی[۱]

## پارامترهای بحرانی
- خط تقسیم دو نیمه قالب

خط تقسیم (PL) خط جداسازی روی بخشی است که دو نیمه قالب به هم می‌رسند. مطابقت خط تقسیم برای قطعات ریز، مسئله مهمی است. از متصل بودن حفره قالب و ماهیچه، برای دقت بالا در چنین امری استفاده می‌شود.
- جداسازی قالب از قطعه

عامل مهم دیگر در فن آوری تزریق میکرو این است که کوچک بودن اندازه بخشی از قطعه ممکن است باعث ایجاد مشکل در تخلیه (حذف قالب) شود.
- اندازه سیستم راهگاهی و تغذیه

قطر و اندازه سیستم راهگاهی یکی دیگر از نگرانی‌هاست. حجم کل سیستم تغذیه (دودکش‌ها، دونده‌ها و دروازه‌ها) می‌تواند بیش از ۱۰۰ برابر حجم قطعات باشد.

## مواد معمول و کاربردها در قالب‌گیری میکرو
رایج‌ترین پلیمرهای مورد استفاده در قالب‌گیری تزریقی میکرو در جدول زیر گزارش شده‌اند.
| خانواده پلیمر        | کاربرد                          |
| -------------------- | ------------------------------- |
| پلی‌اکسی متیلن        | چرخ دنده و فیلترهای میکرو       |
| پلیمر بلور مایع      | اتصالات و قطعات میکروالکترونیک  |
| پلی‌آمید              | چرخ دنده‌ها                      |
| پلی‌سولفون            | دستگاه‌های میکرو سیال            |
| پلی‌کربنات            | لنزها و سنسورهای دستگاه‌های نوری |
| پلی اتر اتر کتون     | پیستون و یاتاقان‌های میکرو       |
| پلی (متیل متاکریلات) | اتصاللات فیبرهای نوری           |
| پلی‌اتیلن             | قطعات کودک محرک‌های میکرو        |
| اسید پلی‌لاکتیک       | ایمپلنت‌های قابل‌تجزیه            |

## دستگاه مورد استفاده برای قالب‌گیری تزریقی میکرو

دستگاه قالب‌گیری تزریقی

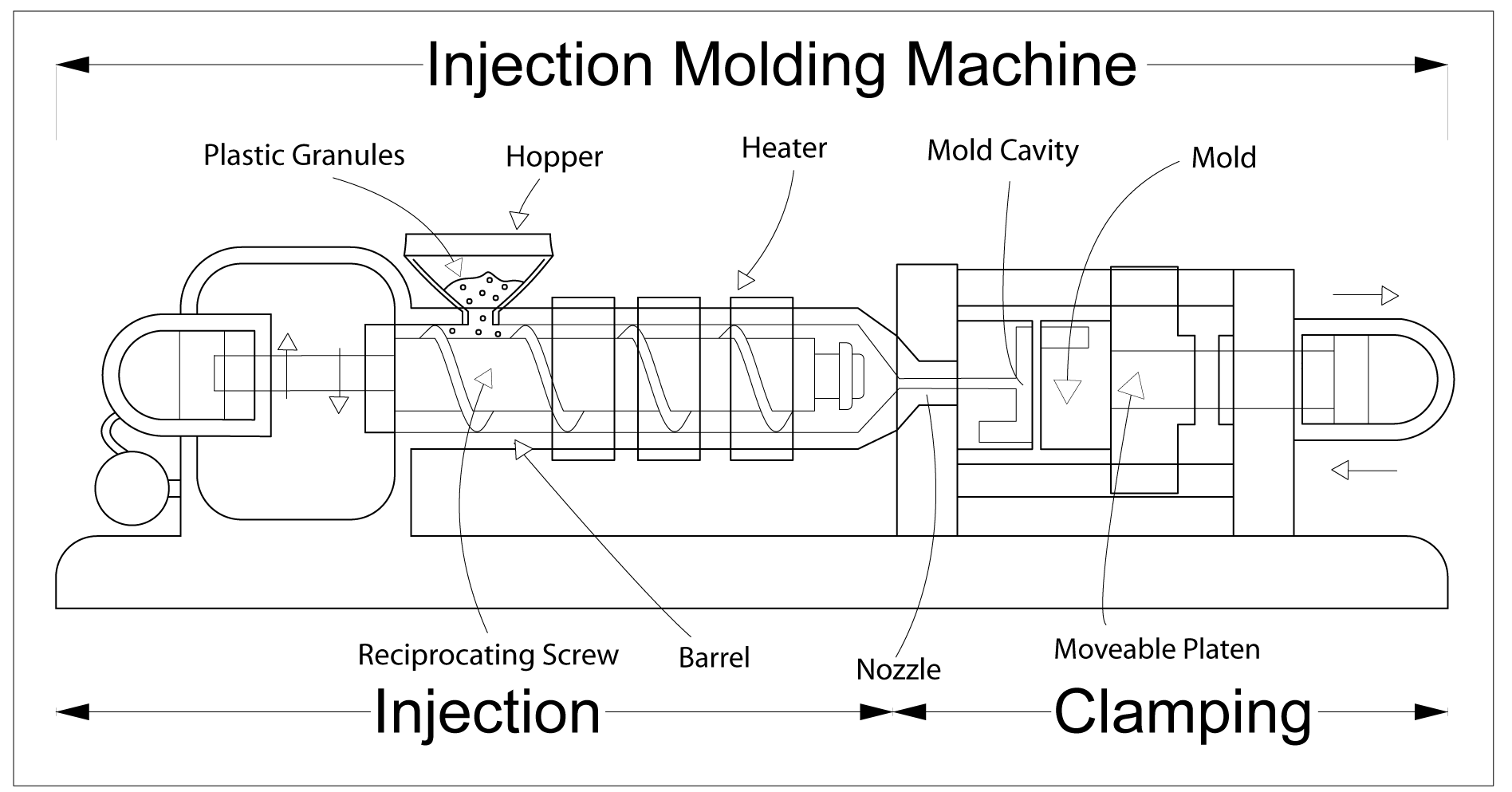
دیاگرام دستگاه قالب‌گیری تزریقی

در دهه ۱۹۸۰، در روش‌های تزریق میکرو، از قالب تزریق سنتی استفاده می‌شد، اما هیچ دستگاه تخصصی تا اواسط دهه ۱۹۹۰ در دسترس نبود. در حال حاضر، سیستم‌های میکرو قالب سازی در Milacron , Arburg و Sumitomo Demag به عنوان واحد تزریق میکرو برای ماشین‌های معمولی تولید می‌شوند. ویتمن باتنفلد، Babyplast و Desma از تولیدکنندگان ماشین‌های تخصصی قالب‌گیری تزریق میکرو هستند.
Milacron دو نوع واحد تزریق میکرو ایجاد کرد:
- یک واحد تزریق دو مرحله‌ای و تمام الکتریکی توسط اکسترودر و پیستون تزریق
- یک واحد تزریق کاملاً الکتریکی با پیچ ۱۴ میلی‌متر برای تزریق مذاب پلیمر به درون قالب

Arburg یک ماشین قالب‌گیری تزریق میکرو با تزریق ۸ میلی‌متر را ایجاد کرد تا از دقت بالا در مذاب مصرفی اطمینان حاصل کند. این نوع ماشین با پیچ دوم ترکیب می‌شود که وظیفه ذوب و اختلاط همگن مواد را بر عهده دارد.
Sumitomo Demag یک واحد تزریق قالب‌گیری میکرو مناسب برای قطعات ریز با جرم ۰٫۱ تا ۵ گرم گرم ایجاد کرد.

## چشم‌اندازهای بازار
کوچک سازی دستگاه‌های مخابراتی، خودرو، پزشکی، الکترونیکی، نیاز به قالب‌گیری ریز از اجزای کوچک را برانگیخته است. بازار جهانی قالب‌گیری میکرو پلیمر و ترموپلاستیک که شامل صنایع پزشکی، خودرو، الکترونیک و ارتباطات از راه دور است، در سال ۲۰۱۲ بالغ بر ۳۰۸ میلیون دلار ارزیابی شده‌است. انتظار می‌رود رشد تجارت این فناوری ادامه داشته باشد و محققان پیش‌بینی کرده‌اند که ارزش قالب‌گیری تزریق میکرو تا سال ۲۰۱۹ به ۷۶۳٫۶ میلیون دلار و تا سال ۲۰۲۱ به ۸۹۷٫۳ میلیون دلار برسد.